# Телчу (комуна)
Телчу (рум. Telciu) — комуна у повіті Бистриця-Несеуд в Румунії. До складу комуни входять такі села (дані про населення за 2002 рік):
- Бікіджу (995 осіб)
- Телчишор (1151 особа)
- Телчу (3950 осіб) — адміністративний центр комуни
- Фіад (276 осіб)

Комуна розташована на відстані 357 км на північ від Бухареста, 33 км на північ від Бистриці, 94 км на північний схід від Клуж-Напоки.

## Населення
За даними перепису населення 2002 року у комуні проживали 5377 осіб.
Національний склад населення комуни:
| Національність | Кількість осіб | Відсоток |
| -------------- | -------------- | -------- |
| румуни         | 5354           | 99,6%    |
| цигани         | 11             | 0,2%     |
| угорці         | 9              | 0,2%     |
| німці          | 2              | < 0,1%   |
| українці       | 1              | < 0,1%   |

Рідною мовою назвали:
| Мова       | Кількість осіб | Відсоток |
| ---------- | -------------- | -------- |
| румунська  | 5354           | 99,6%    |
| угорська   | 11             | 0,2%     |
| циганська  | 9              | 0,2%     |
| українська | 2              | < 0,1%   |
| німецька   | 1              | < 0,1%   |

Склад населення комуни за віросповіданням:
| Релігія        | Кількість осіб | Відсоток |
| -------------- | -------------- | -------- |
| православні    | 4965           | 92,3%    |
| греко-католики | 236            | 4,4%     |
| п'ятдесятники  | 144            | 2,7%     |
| римо-католики  | 21             | 0,4%     |
| адвентисти     | 6              | 0,1%     |
| реформати      | 5              | 0,1%     |